# Albertus-Magnus-Medaille
Die Albertus-Magnus-Medaille ist eine seit 1949 von der Stadt Regensburg undotiert vergebene kulturelle Auszeichnung.
Die nach dem Gelehrten und Bischof von Regensburg Albertus Magnus benannte Medaille wird vom Kulturreferat der Stadt verliehen an verdiente Wissenschaftler, Künstler und Förderer kultureller Bestrebungen.

## Träger
| Jahr | Preisträger                                                                            |
| ---- | -------------------------------------------------------------------------------------- |
| 2024 | Stefan Baier, Wolfgang Baier                                                           |
| 2023 | Hubert Wartner                                                                         |
| 2022 | Werner Chrobak, Peter Morsbach                                                         |
| 2021 | Norbert Düchtel                                                                        |
| 2019 | Martin Linder                                                                          |
| 2017 | David Hiley, Günter Riegger, Udo Steiner                                               |
| 2016 | Joachim Möller                                                                         |
| 2015 | Wolf F. Wieland, Michael Nerlich                                                       |
| 2012 | Josef Eckstein                                                                         |
| 2010 | Wolfgang Wiegard                                                                       |
| 2009 | Alf Zimmer                                                                             |
| 2008 | Ulrich Hommes                                                                          |
| 2005 | Erich Kohnhäuser                                                                       |
| 2001 | Hans Dachs                                                                             |
| 1997 | Josef Kohlhäufl                                                                        |
| 1996 | Helmut Altner                                                                          |
| 1994 | Georg Ratzinger                                                                        |
| 1991 | Jörg Traeger                                                                           |
| 1990 | Richard Wiedamann                                                                      |
| 1989 | Wolfgang Wild                                                                          |
| 1988 | Franz A. Stein                                                                         |
| 1987 | Franz Fleckenstein                                                                     |
| 1986 | Otto Mergenthaler                                                                      |
| 1985 | Fritz Wurmdobler                                                                       |
| 1984 | Heinrich „Heinz“ Angermeier                                                            |
| 1983 | Wilhelm Eisenbeiß                                                                      |
| 1982 | Günter Schlichting                                                                     |
| 1981 | Dieter Henrich, Bernhard Bosse, Augustin Josef Scharnagl, Karl Bauer                   |
| 1980 | Hans Georg Fassbender                                                                  |
| 1979 | Ansgar von Schlichtegroll                                                              |
| 1978 | Franz Schmidl, Elmar Schieder, Ernst Emmerig                                           |
| 1977 | Rudolf Schindler, Gertrud von den Brincken                                             |
| 1976 | Rudolf Graber                                                                          |
| 1975 | Sigfrid Färber, Franz Winzinger                                                        |
| 1974 | Kurt von Unruh                                                                         |
| 1972 | Franz Xaver Hiltl, Josef „Jo“ Lindinger, Otto Baumann                                  |
| 1967 | Gustav Stein                                                                           |
| 1966 | Ludwig Pongratz                                                                        |
| 1965 | Erwin Kohlstaedt                                                                       |
| 1964 | Ernst Schwarzmaier                                                                     |
| 1962 | Friedrich-Karl Schattauer                                                              |
| 1961 | Eduard Mühlbauer                                                                       |
| 1958 | Xaver Fuhr, Franz Ermer                                                                |
| 1957 | Rudolf Lodgman von Auen, Josef Zentner                                                 |
| 1956 | Johann Baptist Kurz, Rudolf Freytag, Hans Dachs                                        |
| 1955 | Josef Engert                                                                           |
| 1954 | Sebastian Killermann, Heinz Schauwecker                                                |
| 1953 | Karl Stöckl, Walter Boll, Josef Poll, Florian Seidl, Theobald Schrems                  |
| 1952 | Hermann Steinmetz                                                                      |
| 1951 | Georg Britting                                                                         |
| 1950 | Josef Achmann                                                                          |
| 1949 | Albert von Thurn und Taxis, Wilhelm Schmitt, Georg Otto Christlieb, Michael Buchberger |

## Abgrenzung
Eine gleichnamige Auszeichnung verlieh früher auch die Stadt Würzburg. Zudem verleiht die Schwandorfer Pfarrei Dürnsricht-Wolfring mit Högling (Dekanat Nabburg) eine gleichnamige Auszeichnung.